# Buzău (županija)
Buzău je županija u jugoistočnoj Rumunjskoj, u njenoj povijesnoj pokrajini Munteniji. Glavni grad županije je Buzău.

## Demografija
Po popisu stanovništva iz 2002. godine, na prostoru županije živi 496.214 stanovnika, dok je prosječna gustoća naseljenosti 81 stan./km².
- Rumunji - 97%[1]
- Romi i ostali - 3%

| Godina | Ukupno stanovnika |
| ------ | ----------------- |
| 1948.  | 430.225           |
| 1956.  | 465.829           |
| 1966.  | 480.951           |
| 1977.  | 508.424           |
| 1992.  | 516.961           |
| 2002.  | 496.214           |

## Zemljopis
Ukupna površina županije Buzău je 6.103 km². Na sjeveru županije nalaze se istočni Karpati, čiji je najviši vrh visok 1700 metara. Najveća rijeka je Buzău, u koju se ulijevaju ostale manje rijeke.

#### Susjedne županije
- Brăila na istoku.
- Prahova i Braşov na zapadu.
- Covasna i Vrancea na sjeveru.
- Ialomiţa na jugu.

## Ekonomija
Glavne gospodarske grane u županiji Buzău:
- Metalurgija
- Proizvodnja autodijelova
- Proizvodnja hrane
- Tekstilna industrija
- Drvna industrija

Na plodnim brdima proizvodi se vinova loza i voće. U županiji se još proizvodi sol, a najveći prihod donosi nafta.

## Administrativna podjela
Županija Buzău podijeljena je na 2 municipije, 3 grada i 82 općine.

### Municipiji
- Buzău
- Râmnicu Sărat

### Gradovi
- Nehoiu
- Pogoanele
- Pătârlagele

### Općine
| - Amaru - Bălăceanu - Balta Albă - Beceni - Berca - Bisoca - Blăjani - Boldu - Bozioru - Brădeanu - Brăeşti - Breaza - Buda - C. A. Rosetti - Calvini - Căneşti - Cătina - Cernăteşti - Chiliile | - Chiojdu - Cilibia - Cislău - Cochirleanca - Colţi - Costeşti - Cozieni - Florica - Gălbinaşi - Gherăseni - Ghergheasa - Glodeanu Sărat - Glodeanu-Siliştea - Grebănu - Gura Teghii - Largu - Lopătari - Luciu - Măgura | - Mărăcineni - Mărgăriteşti - Mânzăleşti - Merei - Mihăileşti - Movila Banului - Murgeşti - Năeni - Odăile - Padina - Pardoşi - Pănătău - Pârscov - Pietroasele - Podgoria - Poşta Câlnău - Puieşti - Racoviţeni - Râmnicelu | - Robeasca - Ruşeţu - Săgeata - Săhăteni - Săpoca - Săruleşti - Scorţoasa - Scutelnici - Siriu - Smeeni - Stâlpu - Tisău - Topliceni - Ţinteşti - Ulmeni - Unguriu - Vadu Paşii - Valea Râmnicului - Valea Salciei | - Vâlcelele - Verneşti - Vintilă Vodă - Vipereşti - Zărneşti - Ziduri |